# Lobocleta gibbosa
Lobocleta gibbosa là một loài bướm đêm trong họ Geometridae.